# クイチャーフェスティバル
クイチャーフェスティバルは、2002年より沖縄県の宮古島市で毎年11月の第1日曜日に開催されるイベントで、宮古島市出身のアイランダーアーティスト（シンガーソングライター）の下地暁が島の伝統(精神)文化であるクイチャーを次世代に繋げようと立ち上げたイベントである。
開催時には宮古島市民のみならず島内外から多くの人が集まり観客を含めると数千人規模が参加するイベントで、2013年11月3日（日）に行われた第12回大会では35団体、約1500人が出演者として参加した。
演目は伝統クイチャー部門と創作クイチャー部門に分かれており、老若男女、保育園児から90歳以上迄の幅広い年齢層が舞い踊る。
また、このイベントは第11回ふるさとイベント大賞　奨励賞(2006年　財団法人地域活性化センター)と離島フェア2006　島おこし奨励賞(2006年　沖縄県離島振興協議会)を受賞している。

## 関連リンク
- 宮古毎日新聞　第12回クイチャーフェスティバル
- 宮古毎日新聞　島おこし奨励賞
- 財団法人地域活性化センター　ふるさとイベント大賞
- urumax　宮古島レポート.vol008
- 宮古毎日新聞社　３５団体が出演へ／クイチャーフェス実行委
- 宮古毎日新聞社　クイチャーフェスティバル　～思い～／下地　暁
- 琉球新報　観客も笑顔の舞　クイチャーフェス
- 琉球朝日放送　宮古島クイチャーフェスティバル
- 平良中学校　クイチャーフェステバルに向けて